# Dysdera anatoliae
Espèce
Dysdera anatoliae est une espèce d'araignées aranéomorphes de la famille des Dysderidae.

## Distribution
Cette espèce se rencontre en Turquie dans la province de Düzce et en Géorgie,.

## Description
La carapace du mâle holotype mesure 2,7 mm de long sur 2,2 mm et la carapace de la femelle paratype mesure 3,5 mm de long sur 2,8 mm.

## Systématique et taxinomie
Cette espèce a été décrite par Deeleman-Reinhold en 1988.

## Étymologie
Son nom d'espèce lui a été donné en référence au lieu de sa découverte, l'Anatolie.

## Publication originale
- Deeleman-Reinhold & Deeleman, 1988 : « Revision des Dysderinae (Araneae, Dysderidae), les espèces méditerranéennes occidentales exceptées. » Tijdschrift voor Entomologie, vol. 131, p. 141-269 (texte intégral).